# Fulbert ze Chartres
Fulbert ze Chartres (kolem 960 – 10. dubna 1028) byl francouzský teolog a filosof, v letech 1006–1028 biskup v Chartres. Zde nechal vystavět novou katedrálu na místě té, která 7. září 1020 lehla popelem. Založil či reformoval tamní školu, vybudoval její knihovnu a přivedl tam vynikající učitele. Zasloužil se o zavedení svátku Narození Panny Marie i o přípravu velkých reforem církve, které pak prosazoval papež Řehoř VII.

## Život a působení
O jeho životě víme hlavně ze zachované korespondence z let 1004–1028. Pocházel z prostých poměrů, snad ze severní Francie, ale ani datum jeho narození není jisté. Kolem roku 980 vstoupil do katedrální školy v Remeši, kde byl jeho učitelem matematik a učenec Gerbert z Aurillacu, pozdější papež Silvestr II. Mezi spolužáky byl také pozdější francouzský král Robert Pobožný, s nímž Fulbert i později spolupracoval. Roku 1006 byl na Robertovo doporučení Fulbert ustanoven biskupem v Chartres, kde pak učil a žil až do své smrti. Z jeho žáků vynikl například Berengar z Tours. Fulbert byl v severní Francii brzy uctíván jako světec a i když nebyl nikdy kanonizován, jeho úctu v této oblasti nakonec povolila i papežská kurie.

## Myšlenky
V tísnivé době před rokem 1000, kdy mnoho lidí očekávalo konec světa, Fulbert propagoval úctu k Panně Marii jako přímluvci a zasadil se o zavedení svátku jejího narození. Napsal řadu básní a hymnů, hlavně o Panně Marii. Přes velmi široké vzdělání byl Fulbert odpůrcem racionalistické „dialektické metody“ začínající scholastiky a zdůrazňoval, že autorita Písma stojí nad lidským rozumem. V bohaté korespondenci s významnými současníky psal o liturgii, o organizaci a disciplíně v církvi a zasazoval se o její reformy. Týkaly se jednak disciplíny kněží, jednak oddělení církevní a světské moci. Biskupy podle něj nemá ustanovovat panovník, nýbrž mají je volit věřící a kněží. Panovníkovi také nepatří soudní moc nad kněžími. Tím Fulbert výrazně připravil to, co se pak pokusil uskutečnit papež Řehoř VII. V dopise vévodovi Vilémovi z roku 1020 rozebírá vzájemné závazky mezi lenními pány a jejich vazaly.

## Dílo
Fulbertova korespondence obsahuje 140 dopisů na velmi různá témata. Dále napsal 27 hymnů a básní, často na mariánská témata, dochovalo se též několik jeho kázání. Autorství spisu „Život sv. Autberta“ se mu připisuje asi neprávem.